# Восо (Флорида)
Восо (енгл. Wausau) град је у америчкој савезној држави Флорида. По попису становништва из 2010. у њему је живело 383 становника.

## Демографија
Према попису становништва из 2010. у граду је живело 383 становника, што је 15 (3,8%) становника мање него 2000. године.
| Група             | 2000.       | 2010.       |
| Белци             | 368 (92,5%) | 358 (93,5%) |
| Афроамериканци    | 2 (0,5%)    | 3 (0,8%)    |
| Азијати           | 1 (0,3%)    | 3 (0,8%)    |
| Хиспаноамериканци | 10 (2,5%)   | 6 (1,6%)    |
| Укупно            | 398         | 383         |